# Бетон
Бетон је грађевински материјал који се справља углавном од цемента, агрегата (углавном шљунак и песак) и воде.
Бетон очвршћава после мешања и уграђивања, услед хемијског процеса који се назива хидратација. Вода реагује са цементом, који очвршћава и повезује остале компоненте у смеши, чиме се на крају добија тврд „камени“ материјал.
Термин „бетон“ у општем случају означава широк спектар вештачких грађевинских материјала композитног типа који се добијају агломерацијом зрна врло различитих типова агрегата. Агломерација подразумева и примену одређених везивних супстанци. Имајући у виду овакву дефиницију, произилази да се начелно може говорити о гипс-бетону, креч-бетону, бетону на бази воденог стакла, асфалт-бетону и другим. Најширу примену несумњиво имају бетони код којих се као везиво користи цемент, и које би формално требало звати цемент-бетонима, али је у пракси уобичајено да се материјали овог типа називају само бетонима
Бетон је материјал који се највише користи од свих вештачких материјала на свету. Користи се за прављење путева, зграда, темеља, мостова, „камених“ блокова итд.
Према подацима из 2006, производња бетона је око 7,5 милијарди кубних метара годишње, што чини један кубни метар по становнику планете.

## Историја
Још су Асирци и Вавилонци користили глину као везивно средство за бетон. Египћани су користили креч и гипс као цемент. У Римском царству бетон је прављен од калцијум-оксида, пуцоланске прашине и агрегата који су правили од плавца. Био је сличан данашњем бетону на бази цемента. 1756, британски инжењер Џон Смитон (енгл. John Smeaton) први је употребио портланд цемент као везивну супстанцу за справљање бетона, користећи шљунак и шљаку (опека у праху) као агрегат. Данас је коришћење рециклираних материјала, као састојака за бетон, све популарније због недостатака природног агрегата, а и због заштите животне околине. У том смислу, најкоришћенији је летећи пепео (филер), копродукт термоелектрана. Значај оваквог приступа је велики јер се редукује број каменолома, а и експлоатација речног агрегата се смањује.
Особине бетона су се промениле након открића Римљана и Египћана да се додавањем вулканског пепела бетонској мешавини он може одржати и под водом. Слично, Римљани су знали да се додавањем коњске длаке бетон мање скупља при хидратацији, тј. очвршћавању. Или, да је додавањем крви бетон био отпорнији на мраз. Данас се у истраживачким центрима широм света додавањем одређених додатака и у одређеној мери, добио екстремно јак бетон, веома добрих карактеристика.
И данас се најмасовније бетон справља стандардним агрегатима, природним или вештачким, који чини 70-75% запремине бетонске мешавине.

## Справљање бетона
У савременом грађевинарству справљање бетонске мешавине врши се искључиво машинским путем, при чему се овај поступак своди на мешање и дозирање компонентних материјала у циљу добијана хомогене масе. Ова операција се изводи у специјално организованим грађевинским пунктовима при градилишту или у посебним фабрикама бетона, које су у стању да снабдеју и више од једног градилишта бетоном.
Одвојено мешање смесе је показало да мешање цемента и воде у пасту пре додавања агрегата повећава чврстоћу бетона на притисак. Паста би требало да се меша при великим брзинама у посебним миксерима — мешалицама. А касније тако направљена паста да се сједини са агрегатом и остатком воде, у класичним миксерима.
Мешањем цемента са водом добија се пластично цементно тесто — цементна паста — која временом почиње да мења агрегатно стање и да прелази у чврсту супстанцу. Узрок ове промене агрегатног стања је хидратација — комплексан физичко-хемијски процес. Као време везивања цемента обично се дефинише временски период од момента мешања цемента и воде па до тренутка када цементна паста изгуби својство пластичности. Док се везивање цемента завршава релативно брзо, процес очвршћавања се не завршава, он траје неколико месеци до неколико година. Тај процес није равномеран, у почетку је врло интензиван, а касније успорава и асимптотски тежи одређеној граничној вредности.

## Композиција
У грађевинарству бетон се производи на бази претходно утврђене рецептуре, тј. на бази пројекта бетонске мешавине који треба да садржи све усвојене количине компонентних материјала. Рецептура бетона зависи од врсте грађевине, као и од њених елемената, а и од примењене технологије грађења.

### Цемент
Цемент је хидрауличко минерално везиво које се добија млевењем тзв. портланд цементног клинкера - вештачког каменог материјала који се ствара печењем кречњака и глине, температура печења је 1350-1450°C. Енглески инжењер Joseph Aspdin патентирао је Портланд цемент 1824, а назван је по кречњачкој стени Острва Портланд у Енглеској због сличности боје. Поред портланд цементног клинкера, за чије се добијање користи мешавина кречњака и глине у односу 3:1 (однос маса), у цементу је редовно присутна и мања количина гипса (до 5%) који се додаје ради регулисања времена везивања цемента. Портланд цемент карактерише сразмерно константан хемијски састав и то: CaO (везан) 62-67%, SiO2 19-25%, Al2O3 2-8%, Fe2O3 1-5%, SO3 највише 3-4.5%, CaO (невезан) највише 2%, MgO највише 5%, алкалије (Na2O и K2O) 0.5-1.3%.
Цементи се у општем случају могу поделити на врсте и класе. Врсте представљају категорије цемената с обзиром на састав и технологију производње, док класе цемената означавају њихове механичке карактеристике. Деле се у две основне групе:
- на цементе на бази портланд цементног клинкера и
- на остале - специјалне врсте цемената.

### Вода
Вода представља неопходну компоненту сваке бетонске мешавине, пошто је само уз њено присуство могуће одвијање процеса хидратације цемента. Поред тога, вода у свежем бетону је значајна и као компонента путем које се остварује потребан вискозитет бетонске смеше, односно као компонента која омогућава ефикасно уграђивање и завршну обраду бетона.
Вода за справљање бетона не сме да садржи састојке који могу неповољно да утичу на процес хидратације цемента, као ни такве састојке који могу да буду узрочници корозије арматуре (челика) у армиранобетонским конструкцијама. Вода за пиће практично увек задовољава наведене услове, па она може да се употреби за справљање бетона и без посебног доказивања подобности. Међутим, у свим осталим случајевима мора да се прибави доказ о квалитету воде за бетон.

### Агрегат
Агрегати учествују са 70-80% у укупној маси бетона и од њихових карактеристика зависе и својства бетонских смеша и својства очврслог бетона. За справљање бетона се потпуно равномерно користе природни (песак и шљунак) и дробљени агрегат. Такође долази у обзир и мешавина сепарисаног шљунка односно песка и дробљеног агрегата. Дробљени агрегат је по правилу скупљи, па се природном, нарочито речном, у пракси најчешће даје предност. Природни агрегат због заобљености зрна много повољније утиче на уградљивост и обрадљивост бетонских смеша. Међутим, и дробљени агрегат има одређених предности; он је у петрографском погледу увек хомогенији, а то условљава много мање концентрације напона у очврслом бетону под оптерећењем и при температурним променама. Оштроивични облик зрна дробљеног агрегата омогућава остваривање укљештења суседних зрна, па то доприноси повећању механичких карактеристика, нарочито повећању чврстоће бетона при затезању.

### Додаци бетону - адитиви
Адитиви су супстанце које својим физичким, хемијским или комбинованим деловањем утичу на одређена својства свежег и/или очврслог бетона. Дозирање адитива је обично око 5% масе цемента, a додају се при справљању бетонске мешавине. Најчешће коришћени адитиви су:
- Пластификатори — додаци који побољшавају уградљивост и обрадљивост бетонских смеша, па се може рећи да представљају регулаторе реолошких својстава свежег бетона. У новије време све више улазе у примену тзв. суперпластификатори, па и хиперпластификатори, који омогућавају још значајније смањење количине воде у свежем бетону, а да се при томе не угрожава његова уградљивост и обрадљивост. Смањење воде може да износи и преко 30%.
- Аеранти (увлачивачи ваздуха) — адитиви путем којих се у структури бетона формирају мехурићи (глобуле) ваздуха реда величине 0,01-9,3 mm. Ови мехурићи су равномерно распоређени унутар масе бетона, и таква структура условљава повећање отпорности на дејство мраза.
- Заптивачи — као и аеранти, могу се сматрати за адитиве-регулаторе структуре бетона. Након њихове реакције са клинкер минералима добијају се производи који заптивају капиларне поре у цементном камену. На тај начин повећава се степен водонепропустљивости очврслог бетона.
- Акцелератори — најчешће једињења хлорида, при чему је најпознатији и најчешће употребљаван акцелератор калцијум— хлорид. Он не утиче битно на везивање цемента, али у значајној мери убрзава процес очвршћавања.
- Ретардери — делују тако што око зрна цемента стварају опне које спречавају брзо одвијање хемијских процеса на релацији цемент-вода. Најпознатији и најраширенији ретардер је садра.
- Инхибитори корозије — користе се да би умањили корозију челика (арматуре) у бетону.
- Антифризи — средства која спречавају смрзавање свежег бетона; делују тако што снижавају тачку смрзавања воде. Њиховом употребом омогућава се извођење бетонирања и на температурама нижим од 0 °.

## Врсте бетона
- Пумпани бетон - употребљава се када се захтева транспорт бетона цевима (бетон пумпа) при преносу готовог бетона на веће или више удаљености
- Млазни бетон - утискује се посебним млазницама под високим притиском у, и испод подлоге
- Лагани бетон - како бетон има запреминску масу од 2.400 kg/m³ овој врсти бетона се додаје гранулирани стиропор који му смањује запреминску масу на 800 - 1.600
- Бетон отпоран на смрзавање - бетон таквих својстава да му након 200 циклуса смрзавања пад чврстоће није већи од 25%
- Водонепропусни бетон - има својства да под одређеним притиском не дозвољава продор воде
- Споровезујући бетон - додатком успоривача ова врста бетона има својство да продужује време везивања (погодан приликом транспорта на велике удаљености)
- Бетон за косе кровове - посебних својстава која спречавају клизање бетона низ косину плоче (крова)
- Армирани бетон - додатком арматуре (арматурно гвожђе, арматурне мреже) повећавају се својства ове врсте бетона

## Својства

### Својства свежег бетона
Свеж бетон је специфичан, вишекомпонентан и полидисперзан систем који се добија хомогенизацијом мешавине компонентних материјала - агрегата, цемента, воде и евентуално додатака. Она зависе од великог броја утицајних параметара, али се целокупан утицај ових параметара може свести на два основна фактора на:
- карактеристике компонената и
- структуру мешавине.

Основне структуре свежег бетона дефинисане су односом цементне пасте и агрегата. Тип структуре утиче на способност свежег бетона да се добро компактира(збијање током испуњавања оплате), а такође утиче на завршну обраду површине бетона.

#### Тиксотропија
Тиксотропија је појава променљивости параметара густине у функцији мировања, односно кретања честица. Захваљујући овој особини бетон се лакше уграђује применом механичких средстава као што су вибратори, при чијем се дејству на бетон мења његова густина и постаје „течнији“, а престанком дејства враћа се првобитна густина.

### Технолошка својства свежег бетона
Реолошке карактеристике свежег бетона битно утичу на његова технолошка својства, као и на својства очврслог бетона. Способност бетона да одговори захтевима које намећу поједине фазе технолошког процеса производње бетона и израдње конкретног бетонског елемента назива се „технологичност“. Својство технологичности треба посматрати као скуп већег броја посебних карактеристика које су од значаја у технолошком ланцу. Описно се, а делимично и неким нумеричким показатељима дефинишу следеће карактеристике свеже бетонске масе:
- хомогеност
- уградљивост
- повезаност (кохезивност)
- стабилност (сегрегација и издвајање воде)
- преносивост
- пумпабилност
- обрадљивост.

#### Конзистенција
Технологичност се најчешће разматра као функција конзистенције свежег бетона, при чему овај термин у општем случају подразумева скуп свих својстава датог материјала која утичу на постојаност, односно променљивост његовог облика под утицајем различитих механичких дејстава. У случају свежег бетона, ова дефиниција се своди на практичну формулацију по којој се под конзистенцијом подразумева скуп свих особина свежег бетона које се исказују путем показатеља покретљивости и крутости мешавине. У вези са овако схваћеним појмом конзистенције, у пракси се најчешће говори о:
- крутој
- слабо пластичној
- пластичној и
- течној конзистенцији свежег бетона.

### Својства очврслог бетона
Својства очврслог бетона су у општем случају функција изванредно великог броја различитих утицајних фактора. Она зависе од карактеристика примењених компонената, од квалитативних односа компонената у маси бетона, од низа технолошких фактора итд.
Испитивања показују да при константним садржајима цемента и агрегата (по врсти и количини), као и при истом поступку компактирања, крива која дефинише зависност између чврстоће бетона и количине воде има облик приказан на слици испод.

### Физичко-механичка својства бетона
- Чврстоћа бетона при притиску
- Чврстоћа бетона при затезању
- Чврстоћа бетона при чистом смицању
- Чврстоћа бетона при сложеним напонским стањима
- Чврстоћа бетона при динамичком оптерећењу
- Водонепропустљивост бетона
- Отпорност према дејству мраза и соли
- Отпорност на хабање
- Отпорност на хемијске агенсе
- Деформације бетона под утицајем краткотрајних оптерећења

- Тестирање чврстоће бетона на притисак, на цилиндричном узорку
- Исти узорак после достизања граничне чврстоће, тј. лома

### Чврстоћа бетона
Чврстоћа је најзначајније својство очврслог бетона. Бетон поседује релативно велику чврстоћу на притисак, и јако малу на затезање која износи око 10% чврстоће на притисак. Ово значи да бетон увек губи носивост на затезање — чак и када је аксијално притиснут. Практично решење овог проблема је постављање челика (арматуре) у зонама затезања бетонског елемента, тзв армирање бетона. Тако је настао најчешће употребљавани бетон у конструкцијама армирани бетон. Армирање бетона се изводи челичним шипкама, мрежама заварених шипки или фибер влакнима. Бетон такође може бити преднапрегнут челичним кабловима унутар пресека бетонског елемента или ван, чиме се добијају бетонски елементи који могу да савладају веће распоне.
Највећи утицај на чврстоћу бетона има водоцементни фактор свеже бетонске мешавине (вода/цемент), састав мешавине, квалитет уградње свежег бетона, као и нега бетона у раном периоду очвршћавања. Ако су сви остали фактори исти, бетон са нижим водоцементним фактором имаће већу чврстоћу него онај са већим водоцементним фактором. Како је бетон течан при уградњи и тек хидратацијом достиже чврстоћу, могу се појавити напрслине у тек очврслом бетону на рачун пластичног скупљања; ако је испаравање велико, напрслине често могу настати и при завршним радовима. У бетонским мешавинама велике чврстоће (веће од 70 MPa), чврстоћа самог агрегата може бити ограничавајући фактор очврслог бетона.